# Thomas Christensen (dokumentarfilm)
|  | Denne artikel er oprettet af botten Steenthbot ud fra en ekstern database. Den kan derfor have sproglige fejl eller mangler. Denne skabelon kan fjernes efter kontrol af indholdet. |

 For alternative betydninger, se Thomas Christensen. (Se også artikler, som begynder med Thomas Christensen)
Thomas Christensen er en dansk dokumentarfilm fra 2002 instrueret af Yrsa Wedel og Andreas Johnsen.

## Handling
Thomas går i 9. klasse. I skolen er han en stille dreng, indesluttet og tavs. En outsider. I fritiden derimod, folder han sig ud i sin egen fantasiverden. Han laver musik og indspiller aparte videofilm med sig selv, lillebror Kenneth og kaninen Bruhvi som medvirkende. Hvordan ser Thomas' egen virkelighed ud i forhold til det billede, omgivelserne har af ham? Det forsøger filmen at pejle sig ind på ved at følge ham i forskellige situationer, i skolen og derhjemme. Undervejs laver Thomas videofilmen "Drengen der ikke ville spise", og lidt efter lidt afdækkes det, hvordan den dreng, som skolen mere eller mindre har opgivet at nå, har evner og ressourcer, som kommer til udfoldelse, når han selv kan bestemme præmisserne